# Juan José Lerena y Barry
Juan José de Lerena y Barry (Cadis, 1796 - Madrid, 23 de març de 1866) va ser un marí espanyol. Era fill del capità de fragata Antonio de Lerena Barreda, natural de Revilla de Camargo a Santander, i de Mª Dolores Barry Ximénez Pérez, natural de Cadis.

## Trajectòria
Va realitzar nombrosos viatges entre Espanya i Amèrica, participant en diverses expedicions navals com la de Costa Firme (Veneçuela) en 1817, a les ordres del brigadier Pascual Enrile. Va participar en la defensa de Guayaquil i va estar en el Perú com a ajudant del virrei Joaquín de la Pezuela, amb el qual va tornar a Espanya en 1821. En intervenir en la defensa constitucional de Cadis en 1823, es va exiliar a Nova York, on va fundar en 1826 un dels primers periòdics en espanyol (El Redactor). També en 1825 va publicar als Estats Units un dels primers manuals d'ensenyament d'espanyol (Spanish Telegraph...).
També va ser un hàbil inventor, patentant un telègraf òptic, de dia i de nit, la utilització de la qual va oferir a la Marina en 1829 en el navili Soberano (a Cuba). En 1830 va iniciar les seves proves en la Cort madrilenya i en 1831 va organitzar la Línia telegràfica entre Madrid i el Real Lloc d'Aranjuez. En 1832 va muntar una segona Línia de telègrafs òptics entre Madrid i San Ildefonso. En anys posteriors va anar ampliant les línies i va intentar sense èxit la Línia Madrid-Burgos que va quedar incompleta a causa de la primera guerra carlina. En 1836 els telègraf dels Reials Llocs que dirigia Lerena van deixar de funcionar i van ser desmantellats en 1838.
Comandant del bergantí Nervión i comissari regi per a l'illa de Fernando Poo, en 1843 va proclamar la sobirania espanyola d'aquesta illa, canviant noms anglesos per espanyols i organitzant la vida administrativa de la ciutat.Prosseguint la seva labor de reconeixement i explotació de les altres illes del golf de Guinea, va annexionar Corisco a la Corona d'Espanya a petició del seu rei indígena, colonitzant a més una zona del continent des de la desembocadura del riu Benito fins al cap de Santa Clara (Guinea continental). Va prendre també possessió de les illes Elobey i de l'illa d'Annobón, passada la línia de l'equador.
Al seu retorn a Espanya, en un viatge ple de penalitats, va rendir un informe complet al secretari de Despatx d'Estat, que va motivar l'organització d'una segona expedició més àmplia que havia de ser dirigida també per ell, però que van frustrar esdeveniments polítics. Com a marí, diplomàtic i colonitzador, la figura de Lerena ocupa un lloc molt destacat en la història de la colonització espanyola del golf de Guinea.
Malmesa la seva salut, es va retirar a Chiclana, on va iniciar un projecte també fracassat d'un canal navegable entre la Badia de Cadis i Chiclana. El brigadier Juan José de Lerena va morir a Madrid en 1866 (segons consta en el seu full de servei com a marí), estant en possessió de les Encomanes d'Isabel la Catòlica i Carles III.